# Chaima
Los chaimas Son un pueblo indígena venezolano cuya ubicación estaba alrededor de lo que es hoy Estado Monagas, Estado Anzoátegui, Estado Sucre. Vivían en el Oriente de lo que es Venezuela.

## Población
A finales del siglo XVIII vivían los chaimas no solo en misiones, sino en las sabanas, alrededor de los principales pueblos y en la costa. Casi todos los 15 000 indígenas de las misiones de los misioneros capuchinos aragoneses en el noreste de Venezuela eran chaimas. 
Originalmente, los chaimas vivían en zonas bastante cálidas, pero muchos tuvieron que seguir a los monjes en las misiones de la zona de Caripe. Otra zona donde los chaimas se establecieron fue en Caicara de Maturín y en la ciudad de Maturín. También se cree que el indígena que lideró varias tribus en contra de los españoles en la zona era chaima.

## Características físicas y costumbres
Alexander von Humboldt calculó la estatura promedio del chaima en 1 metro 57 centímetros, más bajo que los caribes vecinos o de pueblos indígenas de Norteamérica. Humboldt los describió de la siguiente manera:

Su cuerpo es achaparrado, regordete. Los hombros son muy anchos, el pecho plano, todos los miembros redondeados y con carne
Alexander von Humboldt

Alexander von Humboldt describió sus costumbres en su obra Viaje a las Regiones Equinocciales.
En la Colonia los chaimas evitaban andar vestidos. Iban, cuando andaban en zonas públicas en sus pueblos, con un camisón de algodón que apenas les llegaba a las rodillas. En las casas procuraban andar desnudos. Se acostaban a las siete de la noche y se levantaban a las 4 y media.

## Idioma
El dialecto chaima era un dialecto del Itoto Majun emparentado con el tamanaco y el cumanagoto (también extintos), y similar al con el actualmente aún hablado Idioma Pemón y en menor grado con el también aún hablado yukpa. El chaima aún se hablaba corrientemente a comienzos del siglo XIX. Era uno de los tres idiomas indígenas más hablados en la provincia de Cumaná y Barcelona a finales del siglo XVIII. Actualmente hay algunos intentos de revitalizar el idioma.
A continuación algunas palabras en chaima, en tamanaco y castellano:

### Verbos
La formación verbal sigue las reglas generales de los idiomas caribes. La raíz del verbo ser es az. Los pronombres personales se colocan como prefijos. uaz (o guaz) es soy. Eres se dice maz. Muerepuec araquapemaz? es ¿por qué estás triste?.

### Sintaxis
El objeto precede al predicado y este frecuentemente precede al sujeto.

### Influencia en el español venezolano
Humboldt atribuye al lenguaje chaima las palabras «totuma» y «chinchorro» (sinónimo para hamaca).

## Literatura
- Humboldt, Alexander: Reise in die Äquinoktial-Gegenden des Neuen Kontinents. Editorial: ttmar Ette. 2 tomos. Insel, Frankfurt am Main y Leipzig 1991, ISBN 3-458-16947-4
- Francisco de Tauste: Arte y Vocabulario de la Lengua de los indios chaimas, cores, coacas, cumanagotos y otros confinantes de la Provincia de Nueva Andalucía. Edición facsimilar. Leipzig 1888.

- Datos: Q5764101